# 佐賀乙女みゅー☆スター
佐賀乙女みゅー☆スターは、地域活性化応援団をコンセプトに掲げる、2015年1月結成の佐賀県初のアイドルグループ。
運営は久我スタジオプロダクション、プロデューサーは久我秀樹（写真家）、音楽プロデューサーは北村尚志（シンガーソングライター）、マネジメントプロデューサーは木場淳之（ムービークリエイター）

## 来歴
- 2015年2月　初公演[3]。初期メンバーは、久我写真事務所のモデルサークル「フォトリンクミュー」のアイドル部として、佐賀、福岡両県で行なったオーディションで選考。

※上田聖菜（12歳）、小田貫夕杏（13歳）、愛澤詩織（15歳）、春陽愛菜（16歳）、七星まりん（17歳）、水樹蓮（18歳）、天羽くれあ（18歳）
- 2015年5月　小日向彩夏加入（15歳）

- 2015年10月　水樹、天羽、小田貫、小日向の４名編成となり、佐賀県内を中心に地域イベントやCMに出演。

- 2016年3月　久我の写真展「絶景佐賀」と北村の音楽ライブと同時開催の地域活性化イベント「自慢したい佐賀展」開催[4]。北村尚志作詞作曲のセカンドシングル「自慢したい佐賀」はチームコンセプトそのものであり、ローカルアイドルの方向性を示唆するものとして注目された[5]。佐賀県内の自治体や企業がCMに採用するなど人気が上昇。一時期は台湾進出の計画も浮上。

- 2016年8月　地域活性化応援団に拘らない音楽や演出を求めて、水樹と天羽の2名が内部ユニット「LuCifeR」として活動を開始。

- 2017年2月　愛純百葉初公演。

- 2017年3月　運営、メンバーそれぞれの考え方の違いが出始めたことで、進学等も考慮して1期生4名での活動を終了。

- 2017年10月　愛純百葉と七海りのんの小学生デュオに生まれ変わって2期生が活動開始。1期生との違いはSNS等を活用した全国展開路線。東京公演を度々行うことで全国にファンを増やしていった。

- 2019年8月　活動方針を変更し東京での公演を休止。地元佐賀を中心とした活動に戻り、ジュニアアイドルや自主製作映画出演を中心とした活動に推移。

- 堀江半蔵が音楽会社「特定非営利活動法人キャンバス」を設立するにあたり楽曲の回収を申し立て、オリジナル楽曲の大半が使用できなくなったことで2期生活動は無期限休止とした。

。
※チーム結成コンセプト「地域活性化応援団」
ローカルアイドルを活用した「地方創生」を念頭に結成。また、地方から音楽や写真映像作品の発信、地元在住のまま全国展開の芸能活動を行うことが目標。

## １期生オリジナル曲
- 1stシングル「みゅースターのテーマ」（作詞・作曲・編曲：北村尚志）2015年2月

- 2ndシングル「自慢したい佐賀」（作詞・作曲・編曲：北村尚志）2015年7月
- 3rdシングル「ピュアウォーター」（作詞・作曲・編曲：北村尚志）2015年9月
- 4thシングル「このまちで」（作詞・作曲・編曲：北村尚志）2016年1月
- 5thシングル「Night Sky Lover」（作詞・作曲：堀江半蔵　編曲：小高正幸）2016年3月
- 6thシングル「明日を探そう」（作詞・作曲：堀江半蔵　編曲：GINnNO）2016年8月

## １期生の主なメディア出演
- 小城市TV-CM[7][8]
- 小城市ポスター
- さと山TV-CM
- サガテレビ（グルメナビ）TV-CM
- 山代ガスTV-CM[9][10]
- ４D王前説映像
- 大町自動車学校教習車ビジュアル
- 大町自動車学校TV-CM[11]
- 小学館「BE-PAL」
- ぴあMOOK「熱狂アイドル図鑑」
- ダイヤモンド・ビッグ社「地球の歩き方」
- 廣済堂出版「日本全国アイドル名鑑」
- シンコーミュージック・エンタテイメント「KYUSHU IDOL FILE」

## ２期生オリジナル曲
- 1stシングル「明日を探そう・momorinoバージョン」（作詞・作曲：堀江半蔵　編曲：GINnNO）2017年10月
- 2ndシングル「Night Sky Lover・momorinoバージョン」（作詞・作曲：堀江半蔵　編曲：小高正幸）2017年10月
- 3rdシングル「みゅースターのテーマ・momorinoバージョン」（作詞・作曲・編曲：北村尚志）2018年3月
- 4thシングル「自慢したい佐賀・momorinoバージョン」（作詞・作曲・編曲：北村尚志）2018年3月
- 5thシングル「ピュアウォーター・momorinoバージョン」（作詞・作曲・編曲：北村尚志）2018年6月
- （MOMOHAソロ）1stシングル「RUN&RUN」（作詞・作曲：堀江半蔵　編曲：小高正幸）2017年2月
- （MOMOHAソロ）2ndシングル「BRAVE」（作詞・作曲：堀江半蔵　編曲：小高正幸）2017年2月
- （MOMOHAソロ）3rdシングル「いつも一緒に」（作詞：堀江半蔵　作曲・編曲：小高正幸）2017年6月
- （MOMOHAソロ）4thシングル「キャラメル」（作詞・作曲：堀江半蔵　編曲：小高正幸）2017年8月
- （MOMOHAソロ）5thシングル「Fly High Star Light」（作詞・作曲・編曲：GINnNO）2018年1月
- （MOMOHAソロ）6thシングル「永久の輪舞曲」（作詞：堀江半蔵　作曲・編曲：小高正幸）2018年1月
- （RINONソロ）1stシングル「花びらが舞う季節に」（作詞・作曲：堀江半蔵　編曲：小高正幸）2018年6月

## 愛純百葉（あすみももは）
2008年2月10日佐賀県生まれ
2016年5月、久我秀樹に佐賀乙女みゅースターライブ会場でスカウトされる
2017年2月、大町自動車学校主催イベントでソロデビュー
ソロのオリジナル楽曲は、桜マラソン会場応援ソング「RUN&RUN」、全国公開の3Dアニメ「リトルブレイバー」の主題歌「BRAVE」をはじめ「いつも一緒に」「キャラメル」「Fly High Star Light」「永久の輪舞曲」など６曲を久我スタジオプロダクションから発表
小学館「BE-PAL」有明海特集ページモデル
秀麗出版「UNIT」注目アーティスト特集2017-2018
九州電力「あすぴあ」の広告モデル（久我秀樹撮影）
写真集「MOMOHA」（久我秀樹撮影）

## RINON（りのん）
2007年6月4日佐賀県生まれ
2014年、サガテレビ発行の「佐賀KIDS図鑑vol.4」モデルに選ばれ掲載（久我秀樹撮影）
2017年10月、久我秀樹の作品モデルを務めた際にスカウトされ佐賀乙女みゅースターの活動に「七海りのん」という芸名で参加
2018年2月、佐賀県公共交通TV-CMに出演
2018年4月～ファッションブランド「axesfemme」の公式アンバサダー
2018年、サガテレビ主催「バス停のある風景写真コンテスト」では自ら撮影した写真作品がグランプリを射止めている
2021年、「RINON」として久我スタジオプロダクションサポートのもと、CMキャスト、モデルとして活動再開
2022年、佐賀県武雄市の一般財団法人清香奨学会「如蘭塾」の復元された制服のモデルとして抜擢される
2022年、佐賀県小城市の公式動画「小城水物語イメージ編・おいしい水」に出演
写真集「十歳の時間」「りのん十歳の春」「池島・母の故郷へ【序章】」「母の故郷・池島への旅」（全て久我秀樹撮影）